# Andrea Giovi
Andrea Giovi (Perugia, 19 agosto 1983) è un allenatore di pallavolo ed ex pallavolista italiano, nel ruolo di libero, tecnico della Black Angels Perugia.

## Carriera

### Giocatore

#### Club
La carriera agonistica di Giovi comincia nel 1997 nel CUS Perugia, in Serie B1: con la squadra umbra resta legato per sei stagioni, giocando anche nei campionati di Serie B2 e Serie C. Nella stagione 2003-04 fa il suo esordio nella pallavolo professionistica, venendo ingaggiato dal Perugia, in Serie A1, dove resta per due annate.
Nella stagione 2005-06 passa alla Marconi di Spoleto, in Serie A2; le due annate successive resterà nella stessa categoria, vestendo la maglia del Volley Corigliano. Nella stagione 2008-09 ritorna in A1, ingaggiato dalla Lube di Macerata con la quale ottiene i primi successi, ossia la vittoria della Supercoppa italiana e della Coppa Italia.
Dopo una stagione nella Top Volley Latina, passa all'Umbria di San Giustino. Nella stagione 2012-13 viene ingaggiato dalla Sir Safety Perugia, club al quale si lega per quattro annate.
Per il campionato 2016-17 veste la maglia del BluVolley Verona, in Superlega, mentre in quella successiva è in A2 con l'Emma Villas, con cui ottiene la promozione nella massima divisione, categoria dove milita con lo stesso club nella stagione 2018-19: al termine del campionato annuncia il suo ritiro dall'attività agonistica.

#### Nazionale
Nel 2009 viene convocato per la prima volta in nazionale per disputare i Giochi del Mediterraneo, dove vince la medaglia d'oro. Nel 2011 vince la medaglia d'argento al campionato europeo e, l'anno seguente, la medaglia di bronzo ai Giochi della XXX Olimpiade di Londra.
Quindi vince la medaglia di bronzo alla World League 2013, bissata anche nell'edizione 2014, e quella d'argento al campionato europeo 2013.

### Allenatore
Una volta chiusa l'attività agonistica intraprende immediatamente la carriera da allenatore, spostandosi nel femminile. Nella stagione 2019-20 lavora come assistente per la squadra della School Volley Perugia militante nel campionato di Serie B2.
Nell'autunno 2020 entra nello staff tecnico della Wealth Planet Perugia, in Serie A1, come assistente di Davide Mazzanti; ricopre il ruolo per il triennio seguente, anche sotto le successive guide tecniche di Luca Cristofani e Matteo Bertini. Contemporaneamente, tra il 2021 e il 2023 è inoltre assistente di Mazzanti nella nazionale femminile.
Nella stagione 2023-24 viene promosso a responsabile tecnico della Wealth Planet Perugia, neoretrocessa in Serie A2: nel corso dell'annata vince la Coppa Italia di Serie A2, che rappresenta il primo trofeo da allenatore per Giovi oltreché nella storia del club umbro, e ottiene la promozione in A1.

## Palmarès

### Giocatore

#### Club
- Supercoppa italiana: 1

2008
- Coppa Italia: 1

2008-09

#### Nazionale (competizioni minori)
- Giochi del Mediterraneo 2009
- Memorial Hubert Wagner 2011

### Allenatore
- Coppa Italia di Serie A2: 1

2023-24